# مجلة الاضطرابات العاطفية والسلوكية
مجلة الاضطرابات العاطفية والسلوكية (بالإنجليزية: Journal of Emotional and Behavioral Disorders)‏ هي مجلة أكاديمية محكمة تنشر أبحاثًا في مجال التعليم. محررا المجلة هما إليزابيث إم فارمر، وتوماس دبليو فارمر (جامعة بيتسبرغ ). صدرت المجلة منذ عام 1993 وتشر حاليًا بواسطة سيج للنشر بالتعاون مع معهد هاميل للإعاقة [الإنجليزية].

## نطاق المجلة
تحتوي مجلة الاضطرابات العاطفية والسلوكية على أبحاث وممارسات وتعليقات متعددة التخصصات تتعلق بالأفراد ذوي الإعاقات العاطفية والسلوكية. تغطي المجلة موضوعات نقدية ومتنوعة مثل عنف الشباب، والتقييم الوظيفي، والانضباط على مستوى المدرسة.
مجلة الاضطرابات العاطفية والسلوكية ملخصة ومفهرسة في، من بين قواعد بيانات أخرى، سكوبس ومؤشر الاستشهادات في العلوم الاجتماعية [الإنجليزية]. وفقًا لتقارير الاستشهاد بالمجلات الأكاديمية، فإن عامل التأثير لعام 2017 هو 1.2، مما يجعلها 19 من أصل 40 مجلة في فئة "التعليم، خاص".